# Vorkosthandlung
Unter einer Vorkosthandlung verstand man vor allem im 19. Jahrhundert ein Ladengeschäft, das mit Hülsenfrüchten wie Erbsen, Bohnen und Linsen, Gemüse, Mehl, Grieß und ähnlichen Nahrungsmitteln handelte, ein Tante-Emma-Laden. Oft wurde das Sortiment durch Obst, Fleisch, Kaffee oder Tee ergänzt. Der Begriff findet sich häufig in Adressbüchern aus der damaligen Zeit.